# Chikka Arakere, Jagalur
Chikka Arakere là một làng thuộc tehsil Jagalur, huyện Davanagere, bang Karnataka, Ấn Độ.